# Einārs Gņedojs
Einārs Gņedojs (1965. július 8. – 2022. november 9.) válogatott lett labdarúgó, hátvéd.

## Pályafutása

### Klubcsapatban
1985 és 1989 között a Zvejnieks Liepāja, 1991 és 1994 között a Skonto, 1995-ben a Starts, majd az észt Tallinna Sadam, 1996-ban ismét a Skonto, 1997-ben az Universitāte Rīga labdarúgója volt. A Skonto csapatával három lett bajnoki címet és egy kupagyőzelmet ért el. A Tallinna Sadam együttesével egy észtkupa-győzelmet szerzett.

### A válogatottban
1992 és 1994 között 18 alkalommal szerepelt a lett válogatottban.

## Sikerei, díjai
Skonto
- Lett bajnokság
  - bajnok (3): 1992, 1993, 1994
- Lett kupa
  - győztes: 1992

 Tallinna Sadam
- Észt kupa
  - győztes: 1996